# Unknown Blonde
Unknown Blonde es una película estadounidense de 1934 dirigida por Hobart Henley y protagonizada por Edward Arnold, Barbara Barondess y Dorothy Revier. Fue estrenada por la productora independiente Majestic Pictures. Se basó en la novela Collusion de Theodore D. Irwin de 1932. Los decorados de la película fueron diseñados por el director artístico Ralph Oberg.

## Sinopsis
Un estafador sin escrúpulos que se gana la vida obteniendo (o inventando) evidencia en casos de divorcio descubre que está perjudicando a su propia hija.

## Reparto
- Edward Arnold como Frank Rodie
- Barbara Barondess como Mrs. Van Brunt, Jr.
- Barry Norton como Bob Parker
- John Miljan como Frank Wilson
- Dorothy Revier como Helen Rodie
- Leila Bennett como la criada
- Walter Catlett como publicista
- Helen Jerome Eddy como Miss Adams
- Claude Gillingwater como Papá Van Brunt, Sr.
- Arletta Duncan como Judith Rodie
- Maidel Turner como la Sra. Parker